# Paço de Sousa
Paço de Sousa é uma vila portuguesa sede da Freguesia de Paço de Sousa do Município de Penafiel, freguesia com 8,35 km² de área e 3838 habitantes (censo de 2021), tendo, assim, uma densidade populacional de 459,6 hab./km².
A povoação de Paço de Sousa foi elevada à categoria de vila em 1991.

## Localização geográfica
A vila de Paço de Sousa fica situada no extenso Vale do Sousa e dista do Porto cerca de 30 km. Terra de monumentos e obras importantes de onde destacamos o Mosteiro de Paço de Sousa, que lhe serve de Igreja Matriz, onde se encontra sepultado Egas Moniz (aio do primeiro Rei de Portugal) e a obra da Casa do Gaiato, fundada pelo saudoso Padre Américo. O inédito e o pitoresco estendem-se de um extremo ao outro da freguesia, onde a intensidade de costumes e ritos que respiram lendas e mistérios, e ainda os medos simples duma população acolhedora, fazem desta terra um conjunto humano harmónico e sugestivo.
A Igreja do Mosteiro de Paço de Sousa está inserida na Rota do Românico do Vale do Sousa.

## Demografia
A população registada nos censos foi:
| Distribuição da População por Grupos Etários | Distribuição da População por Grupos Etários | Distribuição da População por Grupos Etários | Distribuição da População por Grupos Etários | Distribuição da População por Grupos Etários |
| -------------------------------------------- | -------------------------------------------- | -------------------------------------------- | -------------------------------------------- | -------------------------------------------- |
| Ano                                          | 0-14 Anos                                    | 15-24 Anos                                   | 25-64 Anos                                   | > 65 Anos                                    |
| 2001                                         | 799                                          | 758                                          | 2083                                         | 358                                          |
| 2011                                         | 591                                          | 530                                          | 2244                                         | 504                                          |
| 2021                                         | 489                                          | 431                                          | 2174                                         | 744                                          |

## Personalidades
- D. Guido Arnaldes, Cavaleiro medieval português foi Senhor de Aguiar de Sousa e desta localidade.
- Alberto Santos, político e escritor

- André Villon, ator brasileiro, era neto de António Coelho de Souza, imigrante português originário de Paço de Sousa.
- Nuno Morais, antigo futebolista
- Valério Coelho Rodrigues, nasceu em Paço de Sousa,  em 1713, e foi para o Brasil no início da década de 1730. Patriarca da família Coelho Rodrigues[6], gerou uma descendência que se projeta na política nacional do Brasil até os dias de hoje[7]: Lourenço Rodrigues Coelho, José Rodrigues Coelho, José Sarney (ex-presidente do Brasil),  Nilo Coelho, (ex-presidente do Senado) e o conselheiro Antônio Coelho Rodrigues.

## Património
- Casa e Quinta da Companhia
- Cruzeiro de Paço de Sousa

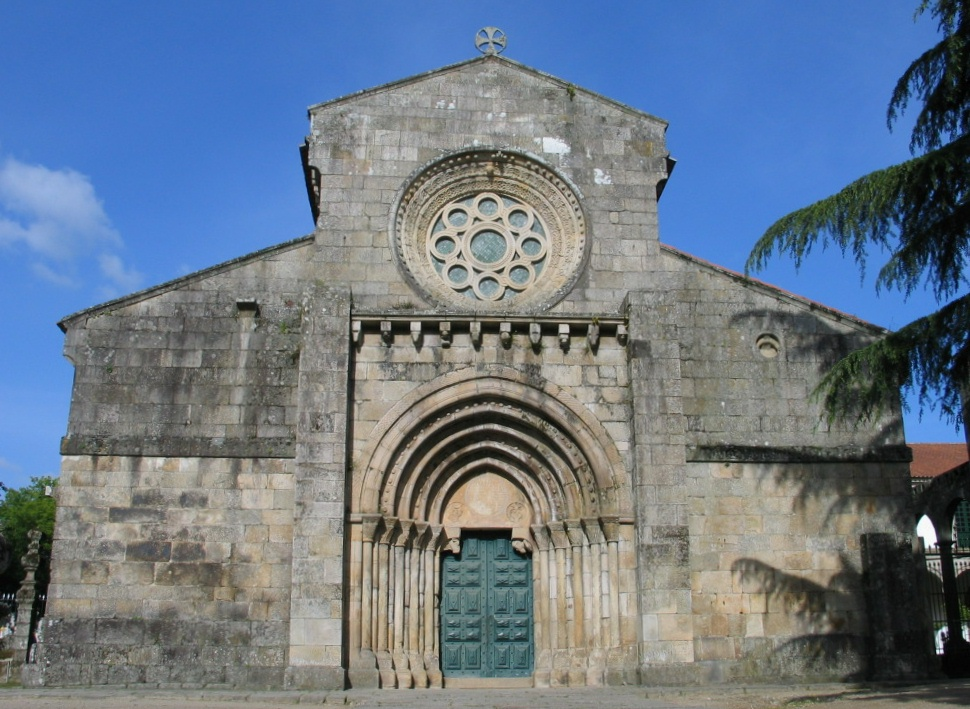
Mosteiro de Paço de Sousa.

- Igreja do Salvador de Paço de Sousa ou Igreja Matriz de Paço de Sousa (sacristia, claustro e fonte)
- Mosteiro de Paço de Sousa
- Ponte Romana do Vau

## Instituições
- Associação Humanitária de Bombeiros Voluntários de Paço de Sousa
- Associação para o Desenvolvimento da Vila de Paço de Sousa
- Casa do Gaiato
- Casa da Música - Banda Musical e Cultural de Paço de Sousa
- Centro Cultural e Rancho Folclórico de Paço de Sousa
- Centro de Saúde (novas instalações)
- Junta de Freguesia (novas instalações)
- Grupo 203 da Associação dos Escoteiros de Portugal
- Futebol Clube Paço de Sousa